# 権田直助
権田 直助（ごんだ なおすけ、1809年2月26日〈文化6年1月13日〉 - 1887年〈明治20年〉6月8日）は、幕末から明治前期の国学者・神道家・医者。

## 略伝
武蔵国入間郡毛呂本郷（現・埼玉県入間郡毛呂山町）出身。幼名を玄常、号は名越廼舎（なごしのや）。医術は野間広春院、漢学は安積艮斎、国学を平田篤胤に学び、相楽総三や落合直亮らとともに尊王攘夷運動に関わる。
維新後は大学校の設立等に尽力し、大学中博士となる。皇典講究所文学部教授、神道本局顧問を歴任。晩年は神社再興の先駆者として大山阿夫利神社及び三嶋大社の長に任ぜられた。墓所は権田公園となっている。
明治40年（1907年）、正五位を追贈された。

## 著書
- みたまのふゆ
- 心の柱
- 神遺方経験抄